# (26593) Perrypat
(26593) Perrypat est un astéroïde de la ceinture principale.

## Description
(26593) Perrypat est un astéroïde de la ceinture principale. Il fut découvert le 3 mars 2000 aux Monts Santa Catalina par le projet CSS. Il présente une orbite caractérisée par un demi-grand axe de 3,06 UA, une excentricité de 0,09 et une inclinaison de 9,2° par rapport à l'écliptique.

## Compléments